# Sybra dorsata
Sybra dorsata är en skalbaggsart som först beskrevs av Leon Fairmaire 1881.  Sybra dorsata ingår i släktet Sybra och familjen långhorningar.
Artens utbredningsområde är Fiji. Inga underarter finns listade i Catalogue of Life.